# Microcausta
Microcausta é um gênero de mariposa pertencente à família Crambidae.